# Jozef Klaassen
Jozef Franciscus Hendrikus Klaassen (Thames, Nueva Zelanda, 5 de marzo de 1983) es un deportista neerlandés que compitió en remo.
Ganó una medalla de bronce en el Campeonato Mundial de Remo de 2009, en la prueba de ocho con timonel. Participó en dos Juegos Olímpicos de Verano, ocupando el cuarto lugar en Pekín 2008 y el quinto en Londres 2012, en el ocho con timonel.

## Palmarés internacional
| Campeonato Mundial | Campeonato Mundial | Campeonato Mundial | Campeonato Mundial |
| Año                | Lugar              | Medalla            | Prueba             |
| ------------------ | ------------------ | ------------------ | ------------------ |
| 2009               | Poznań (Polonia)   | Medalla de bronce  | Ocho con timonel   |